# Bitva u Mogyoródu
Bitva u Mogyoródu bylo vojenské střetnutí mezi uherským králem Šalamounem I. a jeho bratrancem a rivalem Gejzou. Gejza v bitvě dosáhl rozhodujícího vítězství, sesadil Šalamouna z trůnu a stal se uherským králem Gejzou I. Bitva se odehrála 14. března 1074 u vesnice Mogyoród, v dnešní pešťské župě v Maďarsku.

## Pozadí
Po úmrtí krále Bély I. v roce 1063 vrtl do Uherska německý král Jindřich IV. a zamezil Bélovu synovi Gejzovi nástup na uherský trůn. Gejza se svým mladším bratrem Ladislavem museli uprchnout do Polska a Jindřich na uherský trůn instaloval jejich bratrance Šalamouna.
V roce 1064 se spolu Šalamoun a Gejza na čas smířili, od roku 1072 se ale mezi nimi objevily rozpory.
Bitvě předcházela bitva u Kemeje z 26. února 1074, kde Šalamoun I. Gejzu porazil.

## Průběh bitvy
Gejza v bitvě Šalamouna porazil a získal trůn, velké podrobnosti ze samotné bitvy ale známy nejsou. Neznáme sílu vojsk ani ztráty jednotlivých stran. Bitva je popsána ve Vídeňské obrázkové kronice.
Na rozdíl od bitvy u Kemeje byl přítomen Gejzův mladší bratr Ladislav a jeho družina. Oba bratry také podpořil znojemský kníže Ota.

## Důsledky
Šalamoun se i přes porážku se ztrátou trůnu nesmířil a za pomoci Jindřicha IV. se snažil situaci zvrátit. To se mu ale nepodařilo. Uznal až vládu Gejzova nástupce Ladislava I. roku 1077. Formálně abdikoval až roku 1081.